# Planet (Automarke)
Planet war eine britische Automobilmarke, die 1904–1905 von der Automobile Engineering Co.Ltd. in Clapham (London) gebaut wurde.
Hergestellt wurde ein Zweisitzer mit einem 6-PS-Einzylindermotor, ein 12-PS-Modell mit zwei Zylindern und zwei Tonneaumodelle mit einem 24- bzw. 30-PS-Vierzylindermotor. Die Motoren stammten von De Dion-Bouton.

## Quelle
- David Culshaw & Peter Horrobin: The Complete Catalogue of British Cars 1895–1975. Veloce Publishing plc. Dorchester (1997). ISBN 1-874105-93-6
- Harald H. Linz, Halwart Schrader: Die Internationale Automobil-Enzyklopädie. United Soft Media Verlag, München 2008, ISBN 978-3-8032-9876-8.